# Carlo Gargiolli
Carlo Gargiolli (Firenze, 24 gennaio 1840 – Padova, 9 agosto 1887) è stato un filologo italiano.

## Biografia
Figlio di Girolamo, letterato e consigliere di stato del Granducato di Toscana, si laureò nel 1861 in Filologia e Filosofia alla Scuola normale superiore di Pisa.
Già dal 1857 Giosuè Carducci, che mantenne con Gargiolli una lunga amicizia, iniziò ad avvalersi del suo aiuto per raffronti e trascrizioni di materiali utili per le proprie pubblicazioni.
Nel 1862 Gargiolli curò l'edizione dei Viaggi in Terra Santa di Leonardo Frescobaldi ed altri, edizione citata dall'Accademia della Crusca nel proprio Vocabolario.
L'anno successivo lo studioso pubblicò le Rime e Lettere di Francesco Berni (Firenze, Barbèra), e le Poesie di Gasparo Gozzi (Firenze, Barbèra).
Nel 1866 Gargiolli venne nominato apprendista nella Biblioteca Medicea Laurenziana di Firenze.
La sua attività editoriale proseguì nel 1866 con la pubblicazione delle Vite di uomini d'arme e d'affari del sec. XVI narrate da contemporanei (Firenze, Barbèra), e l'anno seguente con la Vita di Antonio Giacomini e altri scritti minori di Jacopo Nardi (Firenze, Barbèra).
In cerca di una situazione economica migliore, passò nel 1869 ad insegnare italiano al Liceo di Piacenza. 
Nello stesso anno pubblicò anche Il libro segreto di Gregorio Dati (Bologna, Romagnoli).
Pochi anni dopo Gargiolli tradusse, il libro di Marie Pape-Carpantier: Del metodo naturale nell'insegnamento primario (Piacenza, Giuseppe Tedeschi, 1873), che gli valse il successivo incarico di Provveditore agli studi per le province di Ancona e di Pesaro.
Dopo la pubblicazione nel 1883 del Viaggio settentrionale di Francesco Negri (Bologna, Zanichelli), il Gargiolli ricevette l'incarico di dirigere la Biblioteca Casanatense di Roma.
Per il temporaneo smarrimento di un prezioso codice (poi ritrovato fuori posto), lo studioso venne - nonostante l'accorato intervento di Carducci - rimosso dall'incarico, ed inviato come Provveditore agli studi a Padova, dove morì di lì a poco di crepacuore.